# Armand Hubert
Armand Marie Joseph Théodore Ghislain Hubert (Lessen, 15 augustus 1857 - Marcinelle, 1 oktober 1940) was een Belgisch politicus voor de Katholieke Partij.

## Levensloop
Hubert promoveerde in 1881 tot doctor in de rechten aan de Katholieke Universiteit Leuven en werd beroepshalve advocaat.
Hij werd politiek actief voor de Katholieke Partij en werd voor deze partij van 1894 tot 1900 arrondissementscommissaris. Vervolgens zetelde hij voor de partij van 1900 tot 1932 in de Belgische Senaat: van 1900 tot 1921 als rechtstreeks gekozen senator voor het arrondissement Bergen-Zinnik en van 1921 tot 1932 als gecoöpteerd senator.
Van 1907 tot 1918 was hij bovendien minister van Arbeid en Nijverheid. Op 9 maart 1910 opperden enkele senatoren dat het opportuun zou zijn dat enkele leden van de Waalse werkrechtersraden (de huidige arbeidsrechtbanken) het Nederlands beheersten, gelet op de vele Vlaamse arbeiders in Wallonië. De reactie van Armand Hubert was kort en bondig: S'ils veulent travailler en pays wallon, ils n'ont qu'à apprendre la langue. (Als ze in Wallonië willen werken, moeten ze slechts enkel de taal leren.)